# Leonie Benesch

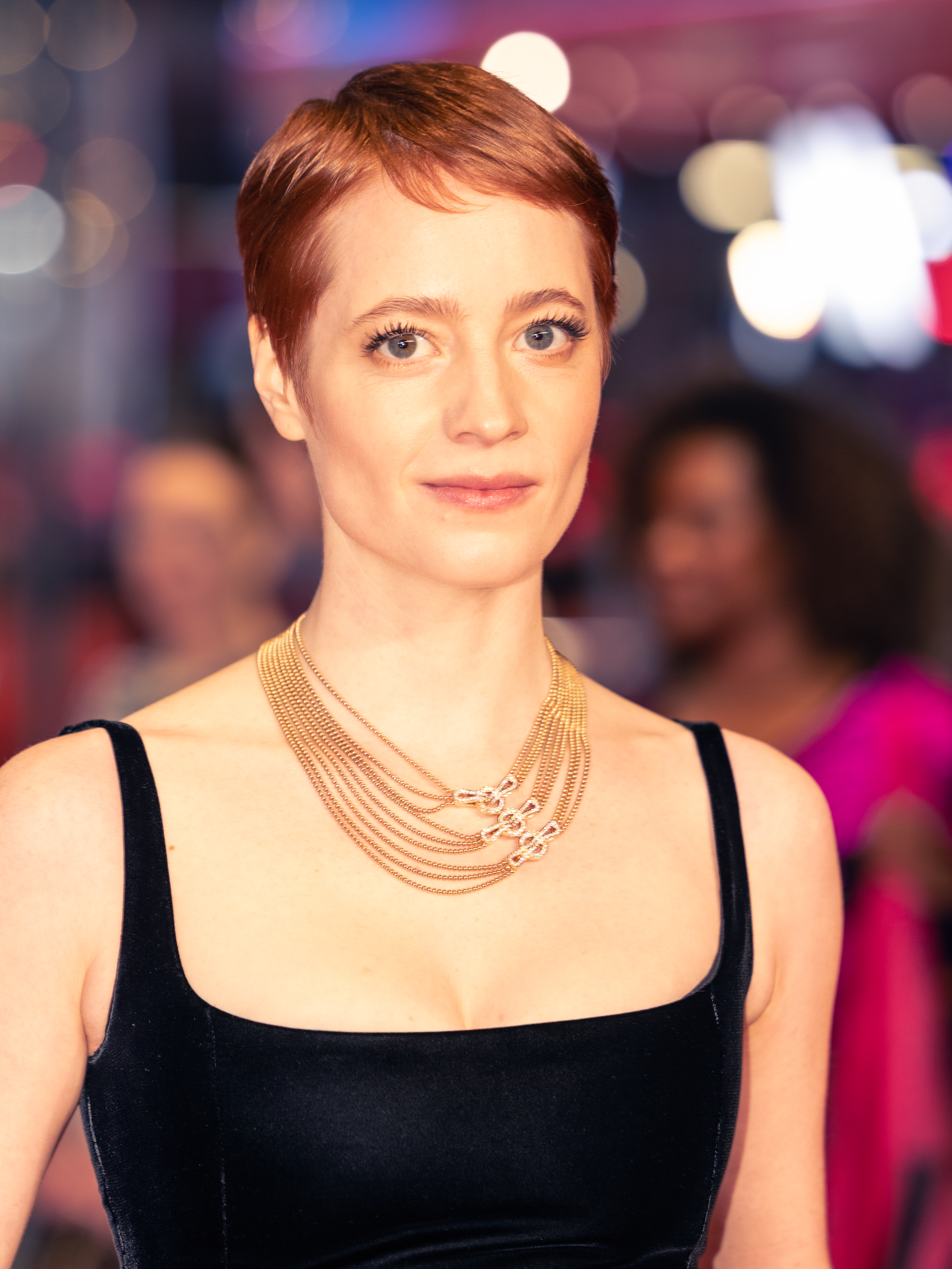
Leonie Benesch auf der Berlinale 2025

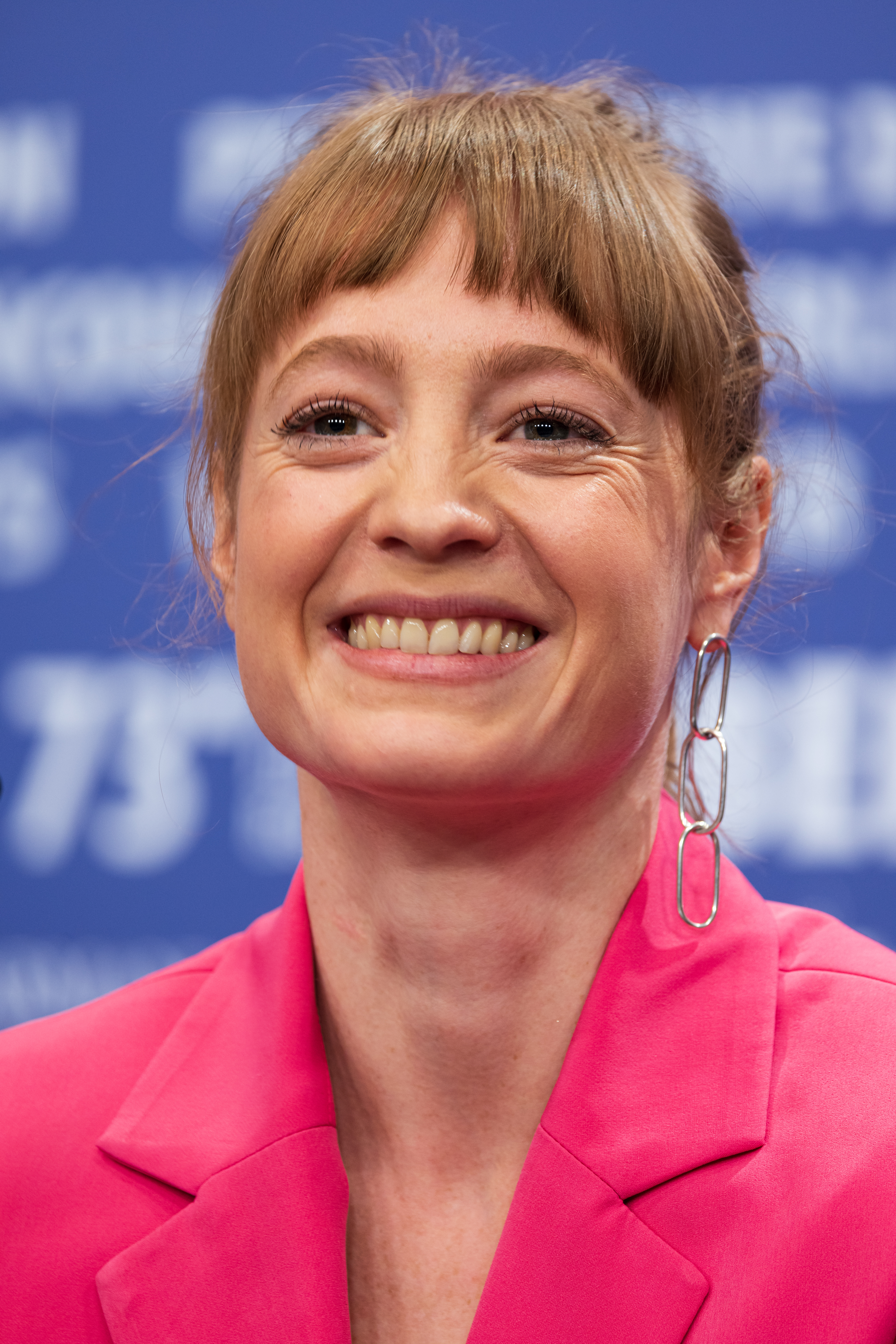
Leonie Benesch, 2023

Leonie Benesch (* 22. April 1991 in Hamburg) ist eine deutsche Schauspielerin. Seit 2007 hat sie an 30 Film- und Fernsehproduktionen mitgewirkt. Für ihre Hauptrolle in dem Drama Das Lehrerzimmer (2023) gewann sie den Deutschen Filmpreis. Zwei Jahre später gewann sie abermals die Auszeichnung für ihre Nebenrolle in September 5 (2024).

## Leben
Beneschs Vater hatte in Hamburg Physik studiert und darin promoviert. Danach ließ er sich in Stuttgart zum Pfarrer der Christengemeinschaft ausbilden, wo die Pfarrstellen örtlich auf wenige Jahre befristet sind. So zog Benesch häufiger um, wuchs in Göppingen, Tübingen und Bielefeld auf und besuchte jeweils die Freien Waldorfschulen in Göppingen und Tübingen sowie die Rudolf-Steiner-Schule in Bielefeld-Schildesche.
Mit 20 zog sie nach Berlin, kellnerte und „drehte ab und zu, um herauszufinden, ob ich das machen will und wenn ja, wie“. Sie beschloss, ihre Ausbildung in London zu absolvieren, bewarb sich an drei Schauspielschulen und wurde an ihrer Wunschinstitution aufgenommen, der Guildhall School of Music and Drama, wo sie von 2013 bis 2016 studierte.
Im Jahr 2009 spielte sie, mit 18 Jahren und noch ohne offizielle Schauspielausbildung, eine der Hauptrollen in dem mit der Goldenen Palme in Cannes ausgezeichneten Spielfilm Das weiße Band – Eine deutsche Kindergeschichte von Michael Haneke. Das Casting für die Rolle bestritt sie dank der Castingvorbereitung von Suzanne Geyer, Hanekes ehemaliger Lebensgefährtin, und jetzt Schauspiellehrerin, erfolgreich. Die Kritik nannte Benesch im Zusammenhang mit dem Film „eine Entdeckung“.
Für die europäische Koproduktion, die von rätselhaften Zwischenfällen in einem norddeutschen Dorf am Vorabend des Ersten Weltkriegs berichtet, erhielt Benesch gemeinsam mit Leonard Proxauf den US-amerikanischen Young Artist Award sowie den New Faces Award als beste Nachwuchsschauspielerin.

„Für mich war es schon ein wenig absurd, so die Karriere anzufangen.“

2010 war sie als Freundin von Constantin von Jascheroff in Philip Kochs Drama Picco zu sehen. Im selben Jahr hatte sie eine Rolle in Sophie Heldmans Spielfilm Satte Farben vor Schwarz neben Senta Berger und Bruno Ganz.
Ab 2017 war Benesch in den ersten drei Staffeln der ARD-Degeto-Sky-Koproduktion Babylon Berlin als Greta Overbeck zu sehen, wofür sie den Deutschen Schauspielpreis erhielt. Ab 2017 spielte Benesch in drei Folgen der britischen Netflix-Serie The Crown die Schwester Prinz Philips, die Prinzessin Cecilia von Griechenland.
Für ihre Hauptrolle einer idealistischen Lehrerin in İlker Çataks Filmdrama Das Lehrerzimmer gewann sie 2023 den Deutschen Filmpreis und wurde für den Europäischen Filmpreis nominiert. Ein Jahr später erhielt das Werk eine Oscar-Nominierung in der Sparte bester Internationaler Film.
Abermals mit dem Deutschen Filmpreis geehrt wurde Benesch im Jahr 2025 für ihre Nebenrolle der Übersetzerin Marianne in dem Oscar-nominierten Historienfilm September 5.
Leonie Benesch lebt in Berlin.

„Eine gute Geschichte steht und fällt mit dem Buch. Man kann nicht einfach irgendwas hinschreiben und annehmen, Hauptdarstellerin und Regie dächten sich dann am Set aus, wie man es vielleicht besser sagt. Es ist wahnsinnig kurzsichtig, da nicht mehr Augenmerk drauf zu legen.“

## Filmografie (Auswahl)
- 2007: Beautiful Bitch
- 2009: Das weiße Band – Eine deutsche Kindergeschichte
- 2010: Picco
- 2011: Satte Farben vor Schwarz
- 2011: Morgenröte (Kurzfilm)
- 2012: Der Kriminalist (Fernsehserie, Folge 7x03 Blaues Blut)
- 2012: SOKO Köln (Fernsehserie, Folge 8x17 Zeugin in Angst)
- 2013: Tatort: Freunde bis in den Tod (Fernsehreihe)
- 2013: George (Fernsehfilm)
- 2013: Das Jerusalem-Syndrom (Fernsehfilm)
- 2014: Die Flut ist pünktlich (Fernsehfilm)
- 2014: Die Frauen der Wikinger – Odins Töchter (Fernsehfilm)
- 2017, 2019: The Crown (Fernsehserie, 3 Folgen)
- 2017–2020: Babylon Berlin (Fernsehserie, 28 Folgen)
- 2018: Morden im Norden (Fernsehserie, Folge 5x10 Jäger und Sammler)
- 2018: Counterpart (Fernsehserie, 2 Folgen)
- 2019: Brecht
- 2019: Zeit der Geheimnisse (Miniserie)
- 2019: Der Club der singenden Metzger (Fernsehfilm)
- 2020: Persischstunden
- 2020: Der Überläufer
- 2020: Spy City (Fernsehserie, 6 Folgen)
- 2021: In 80 Tagen um die Welt (Around the World in 80 Days, Fernsehserie, 8 Folgen)
- 2023: Das Lehrerzimmer
- 2023: Der Schwarm (The Swarm, Fernsehserie, 8 Folgen)
- 2024: Vienna Blood: Mephisto (Fernsehreihe)
- 2024: September 5
- 2025: Heldin

## Hörspiele (Auswahl)
- 2019: Karen Köhler: Wild ist scheu  – Regie: Kai Grehn (Hörspielmonolog – SWR)
- 2020: Magdalena Schrefel: Ein Berg, viele – Regie: Teresa Hoerl mit Lukas Turtur, Richard Djif, Matthias Brandt u. a. (Originalhörspiel – BR/ORF)

## Auszeichnungen
- 2010: Young Artist Award in der Kategorie Beste Darstellung in einem internationalen Spielfilm für Das weiße Band – Eine deutsche Kindergeschichte
- 2018: Deutscher Schauspielpreis in der Kategorie Schauspielerin in einer Nebenrolle für Babylon Berlin[8]
- 2023: Deutscher European Shooting Star auf der 73. Berlinale
- 2023: Deutscher Filmpreis in der Kategorie Beste weibliche Hauptrolle für Das Lehrerzimmer
- 2025: Hannelore-Elsner-Preis[9]